# جون إف. بولت
جون إف. بولت (بالإنجليزية: John F. Bolt)‏ هو طيار وضابط ومحامي أمريكي، ولد في 19 مايو 1921 في لورنس في الولايات المتحدة، وتوفي في 8 سبتمبر 2004 في Tampa Bay ‏ في الولايات المتحدة.